# Roberto Lamarca
Roberto Lamarca Gabriele (Corato, Provincia de Bari, Italia, 4 de octubre de 1959 - Caracas,  22 de febrero de 2017) fue un primer actor italo-venezolano de cine, televisión y teatro. Fue reconocido por telenovelas como Por estas calles, La vida entera, El amor las vuelve locas y Cosita rica.

## Biografía
Emigró a Venezuela a los 5 años y medio de edad debido a que sus padres llegaron a Venezuela en busca de un mejor futuro. Su padre, Vincenzo Lamarca, era obrero y zapatero, y su madre, Pina Gabriele, colaboraba con su esposo en la tienda de familia ubicada en el barrio "Los Jardines del Valle". Roberto Lamarca comenzó desde muy pequeño en el medio artístico, ya a tan temprana edad era un artista infantil. Estudió en el Colegio Cristóbal Colón, plantel que era dirigido por dos hermanas, una de ellas era su madrina y la otra de Caridad Canelón. Ambos empezaron a participar en proyectos de televisión e iniciaron años después una relación de pareja.
Lamarca comenzó a trabajar en la televisión a la edad de 7 años, con participaciones especiales en telenovelas. Fue el hijo de Doris Wells en Raquel y de Yanis Chimaras en Cándida. Poco a poco se fue ganando su lugar en la industria y el respeto del público.
A los 18 años comenzó a hacer teatro, luego realizó participaciones en la televisión y después de esto empezó a dividir su tiempo entre TV, teatro y los estudios. Debutó en las telenovelas con  Bárbara de Radio Caracas Televisión en 1971.
En 1992 forma parte del elenco de RCTV y obtiene el personaje del Dr. Valerio en la Telenovela Por estas calles considerada una de las novelas venezolanas más exitosas de todos los tiempos que ha marcado una era en la televisión y la cultura nacional.
En 2013 interpretó el personaje de Genaro Barreto en la telenovela De Todas Maneras Rosa, original de Carlos Pérez producida por el canal Venevisión.
En los últimos dos años de su vidas, Lamarca estuvo inmerso en varios proyectos teatrales y audiovisuales, a pesar de su condición de salud. A la par de pertenecer al mundo de la actuación por 45 años, Lamarca fue comerciante durante varios años.
En octubre de 2016, anunció a través de su cuenta de Twitter que se encontraba participando en un proyecto cinematográfico. Asimismo había promocionado su obra teatral, junto a los actores Adrián Delgado y Augusto Nitti, El Manual del Levante el cual sería el último trabajo en medio teatral que realizaría.
En agosto de 2016 había anunciado su participación en una serie basada en la película venezolana Papita, maní, tostón unto a reconocidas figuras de la televisión. El último trabajo de Lamarca en el género de las telenovelas fue en Entre tu amor y mi amor de Venevisión en 2016.

### Vida personal
Tenía 2 hermanos y 2 hermanas. Lamarca fue padre de tres hijas: Joselyn, Angélica y Sophia. El actor estuvo casado con la actriz venezolana Caridad Canelón, con quien tuvo a Angélica Vanessa en 1993. Se conocieron en 1981 y pronto se casaron. La pareja se divorció después de 14 años juntos.

### Salud y fallecimiento
El 25 de enero de 2017 fue hospitalizado de emergencia en una clínica capitalina, ubicada en Altamira, debido a la presentación de una complicación respiratoria.
En un principio se presumía que el actor padecía cáncer de pulmón, pero tal información fue desmentida por una fuente cercana al mismo, la cual aclaró que se trataba de otra afección física que le había causado complicaciones respiratorias. Tras su estado de salud algunos de sus compañeros actores pidieron a través de las redes sociales donantes de sangre para apoyarlo.
El primer actor fue sometido a una biopsia en junio de 2016 para detectar un posible cáncer de pulmón a mediados del año pasado; pero en ese momento el resultado fue negativo.
Falleció la noche del miércoles 22 de febrero de 2017 en la casa de su "hermano de la vida" Omar Meléndez, quien se encontraba en una complicada situación de salud en la respiración debido a que tenía una histoplasmosis desde hace varios meses.

## Filmografía

### Televisión
| Año        | Título                             | Personaje                            |
| ---------- | ---------------------------------- | ------------------------------------ |
| 2016       | Marisol (telenovela de 2016)       | Raul Gonzalez Peña                   |
| 2016       | Entre tu amor y mi amor            | Augusto Machado                      |
| 2013-2015  | Maria Eugenia (telenovela de 2013) | Fernando Rodriguez Rivas             |
| 2013-2014  | De todas maneras Rosa              | Genaro Barreto                       |
| 2011-2012  | Natalia del Mar                    | Teodoro Rivas                        |
| 2009-2011  | La Mujer que Me Necesita           | El Come Mielda                       |
| 2009-2010  | Tomasa Tequiero                    | Perucho                              |
| 2008-2009  | La vida entera                     | Tamanaco Rangel                      |
| 2007-2008  | Aunque mal paguen                  | Rubén Darío                          |
| 2006-2008  | Maria Marta (telenovela de 2006)   | Francisco Rodriguez Fernandez Zamora |
| 2006       | Los querendones                    | Chon Quintero                        |
| 2005       | El amor las vuelve locas           | Tobías San Juan                      |
| 2003-2004  | Cosita rica                        | Diómedes Crespo                      |
| 2002       | Las González                       | Otto de Jesús                        |
| 2001-2002  | Guerra de mujeres                  | Fabián Botero                        |
| 2000-2001  | Amantes de Luna Llena              | Pablo Troconis                       |
| 1998 -1999 | El país de las mujeres             | Tino Urrutia                         |
| 1997-1998  | Destino de mujer                   | Ignacio                              |
| 1997       | Contra viento y marea              | Nicolás Guerra                       |
| 1995       | El desafío                         | Lucho                                |
| 1992-1994  | Por estas calles                   | Arístides Valerio                    |
| 1991-1992  | El desprecio                       | Álvaro Munderey                      |
| 1990       | Carmen querida                     | Jesús Reinaldo                       |
| 1989       | Alondra                            | Franco                               |
| 1988-1989  | Abigaíl                            | Padre Ismael                         |
| 1988       | La muchacha del circo              | Alberto                              |
| 1986-1987  | La intrusa                         | Lisandro                             |
| 1981       | Cándida                            | Leonardo Puppo Junior (Leito)        |
| 1973       | Raquel                             | Kike (niño)                          |
| 1971       | Bárbara                            | Vitico                               |

### Cine
- 2017: Migrantes En El Tiempo - José Gregorio Hernandez[19]
- 2007: 13 segundos - Alonso

## Teatro
- 2016: El manual del levante
- 2011: Taxi
- 1990s: Fiero amor